# Baj-Kara Dołczanmaa
Baj-Kara Szolżubiejewna Dołczanmaa (ros. Бай-Кара Шожульбеевна Долчанмаа, ur. 2 marca?/15 marca 1916 w miasteczku Bajan-Koł w ówczesnym Kraju Urianchajskim, zm. w 2002) – przewodnicząca Prezydium Rady Najwyższej Tuwińskiej ASRR od 1962 do 1977.

## Życiorys
W 1931 na rok objęła funkcję przewodniczącej bajan-kolskiej rady sumonnej w ówczesnej Tuwińskiej Republice Ludowej, następnie uczyła się w szkole partyjnej, później (do 1938) w ojrotskim technikum rolniczym. Od 1937 należała do Tuwińskiej Partii Ludowo-Rewolucyjnej, w latach 1938–1940 pracowała w Sądzie Najwyższym i Małym Churale Tuwińskiej Republiki Ludowej, od 1940 do 1944 kierowała Wydziałem ds. Pracy Wśród Kobiet KC Tuwińskiej Partii Ludowo-Rewolucyjnej. Po przyłączeniu w 1944 Tuwińskiej Republiki Ludowej do ZSRR została członkinią WKP(b) i kierowała Wydziałem ds. Pracy Wśród Kobiet Komitetu Obwodowego WKP(b) Tuwińskiego Obwodu Autonomicznego, później pracowała w Zarządzie MWD i MGB tego obwodu. Ukończyła Wyższą Szkołę Partyjną przy KC WKP(b), później była sekretarzem Komitetu Miejskiego KPZR w Kyzył, następnie do stycznia 1962 przewodniczącą Komisji Partyjnej przy Tuwińskim Komitecie Obwodowym KPZR. Od 10 stycznia 1962 do 22 czerwca 1977 była przewodniczącą Prezydium Rady Najwyższej Tuwińskiej ASRR.

## Odznaczenia
- Order Rewolucji Październikowej
- Order Przyjaźni Narodów (1976)
- Order „Znak Honoru”